# Bernard Bachrach
Bernard S. Bachrach (n. 14 mai 1939, New York City, New York, SUA – d. 14 iulie 2023) a fost un istoric american, care a predat istoria la Universitatea din Minnesota. A fost specializat în Evul mediu timpuriu, în special în istoria militară a acestei epoci, istoria francilor, istoria evreilor și istoria comitatului de Anjou.

## Opere
- The Medieval Church: Success or Failure?, Holt, Rinehart & Winston, 1971.
- Merovingian Military Organization, 481-751, University of Minnesota Press, 1972.
- A History of the Alans in the West: From Their First Appearance in the Sources of Classical Antiquity Through the Early Middle Ages, University of Minnesota Press, 1973.
- Early Medieval Jewish Policy in Western Europe, University of Minnesota Press, 1977.
- Jews in Barbarian Europe, Coronado Press, 1977.
- Armies and Politics in the Early Medieval West, 1993.
- Fulk Nerra,the Neo-Roman Consul 987-1040: A Political Biography of the Angevin Count, University of California Press, 1993.
- State-Building in Medieval France: Studies in Early Angevin History, Ashgate Publishing, 1995.
- Early Carolingian Warfare: Prelude to Empire, University of Pennsylvania Press, 2001.
- Warfare and Military Organization in Pre-Crusade Europe, Ashgate Publishing, 2002.